# Swezeyia papuana
Swezeyia papuana är en insektsart som först beskrevs av Frederick Arthur Godfrey Muir 1913.  Swezeyia papuana ingår i släktet Swezeyia och familjen Derbidae. Inga underarter finns listade i Catalogue of Life.